# Danya Kukafka
Danya Kukafka, est une romancière américaine, auteure de romans policiers et de thrillers.

## Biographie
Danya Kukafka  fait des études à la Gallatin School of Individualized Study de l'Université de New York puis devient agent littéraire.
En 2017 elle publie son premier roman Dans la neige (Girl in Snow).
En 2022, elle fait paraitre Une exécution (Notes on an Execution) désigné par le New York Times comme le meilleur suspense de l'année 2022,. Avec ce roman, elle est lauréate du prix Edgar-Allan-Poe 2023 du meilleur roman. Michel Abescat dans Télérama le qualifie de « polar féministe impressionnant pour démythifier les tueurs en série ». Abel Mestre dans Le Monde le juge comme un « thriller philosophique passionnant, finement construit. (Il) est l’un des romans policiers les plus forts de ces dernières années » et étant comme une « aussi angoissante que passionnante variation sur le thème du féminicide ».

## Œuvre

### Romans
- Girl in Snow (2017) publié en français sous le titre Dans la neige Sonatine Éditions, 2018  (ISBN 978-2-35584-664-9)
- Notes on an Execution publié en français sous le titre Une exécution, Buchet-Chastel,  (ISBN 978-2-283-03704-1)

## Prix et distinctions

### Prix
- Prix Edgar-Allan-Poe 2023 du meilleur roman pour Notes on an Execution[4]
- Prix Nouvelles Voix du Polar étranger 2024 pour Notes on an Execution[5]